# ヤマアジサイ
ヤマアジサイ（山紫陽花、学名: Hydrangea serrata var. serrata）は、アジサイ科アジサイ属の1種である。山中で沢によく見られることから、サワアジサイとも呼ばれる。
ただし、独立した種として認めず、アジサイ Hydrangea macrophylla（種としてのアジサイ、ガクアジサイ）の亜種 Hydrangea macrophylla subsp. serrata などとする説もある。

## 分布
本州では福島県以南の主に太平洋側、また四国、九州などの山地に分布する。千島列島、台湾、中国南部の山地にもみられる。沢沿いの湿り気の多いところに生える。

## 特徴
落葉広葉樹の低木で、高さは1メートル (m)ほどになる。枝は細く、ガクアジサイ（学名: Hydrangea macrophylla f. normalis）と比べて小ぶりで繊細な印象を受け、花の色が多様性に富む。樹皮は灰褐色で薄くはがれる。葉質は薄く光沢がなく、小さく（6.5–13センチ）、長楕円形・楕円形・円形など形はさまざまである。
花序は直径7 – 18センチメートル (cm) 、装飾花は直径1.7 – 3 cm。冬でも枝先の果序の装飾花がよく残る。
冬芽は、枝先の頂芽は裸芽で大きく、はじめは芽鱗があるがすぐに落ちる。側芽は枝に対生し小さく、芽鱗が2枚つく。葉痕は心形や三角形で、維管束痕が3個つく。

## 利用
葉にフィロズルチンの配糖体を含むものがあり、甘茶として利用される。「甘茶（アマチャ）」は分類上特定の品種を指す名称ではない。

## 亜種等
ヤマアジサイは分布域が広く、いくつかの亜種がある。なお、ヤマアジサイを種として認めない場合、これらはアジサイ Hydrangea macrophylla の亜種となる。
アマギアマチャ
亜種 H. serrata subsp. angustata (Franch. & Savatier) Kitam.。富士山・天城山周辺、静岡市梅ヶ島、箱根に自生する。花はすべて白く、葉はヤマアジサイより細い。生の葉は甘苦い。
エゾアジサイ
亜種 H. serrata subsp. yezoensis (Koidz.) Kitam.。ただし分子系統によると、ヤマアジサイよりアジサイ Hydrangea macrophylla に近縁である。東北地方・北陸地方・北海道、および朝鮮南部に分布する。高さ1–1.5メートルで、北海道のものは本州のものより大きい。花序は直径10–17センチ、普通青色や青紫色だが白・ピンク・ほとんど赤色のものもある。葉はヤマアジサイよりも大きく（10–17センチ）、ふちの鋸刃も鋭い。花期は5月中旬から6月中旬である。
シチダンカ
栽培品種 H. serrata 'Prolifera’。萼が星型で重なっている。葉は卵形で、エゾアジサイに近い。
シチダンカは江戸時代から知られ、シーボルトが『フローラ・ヤポニカ』で報告していたが、文献に伝わるのみで発見例はなく絶滅した「幻のアジサイ」とされていた。1959年に六甲山でシチダンカと考えられる品種が発見され、その品種は H. serrata ‘Prolifera’ とされ、現在では「七段花」の名称で栽培、商品化もなされている。ただし、その後1993年に滋賀県で花型がシチダンカにより近い新品種が発見され、その品種は「東雲（しののめ）」と称して栽培、商品化がなされている。
ベニガク
変種 H. serrata f. rosalba (Van Houtte) Ohwi。南日本の山地にみられる。江戸時代から栽培されている品種である。装飾花は白色だが日光に当たると赤みを帯びる。葉は厚く楕円形で、秋に紅葉する。

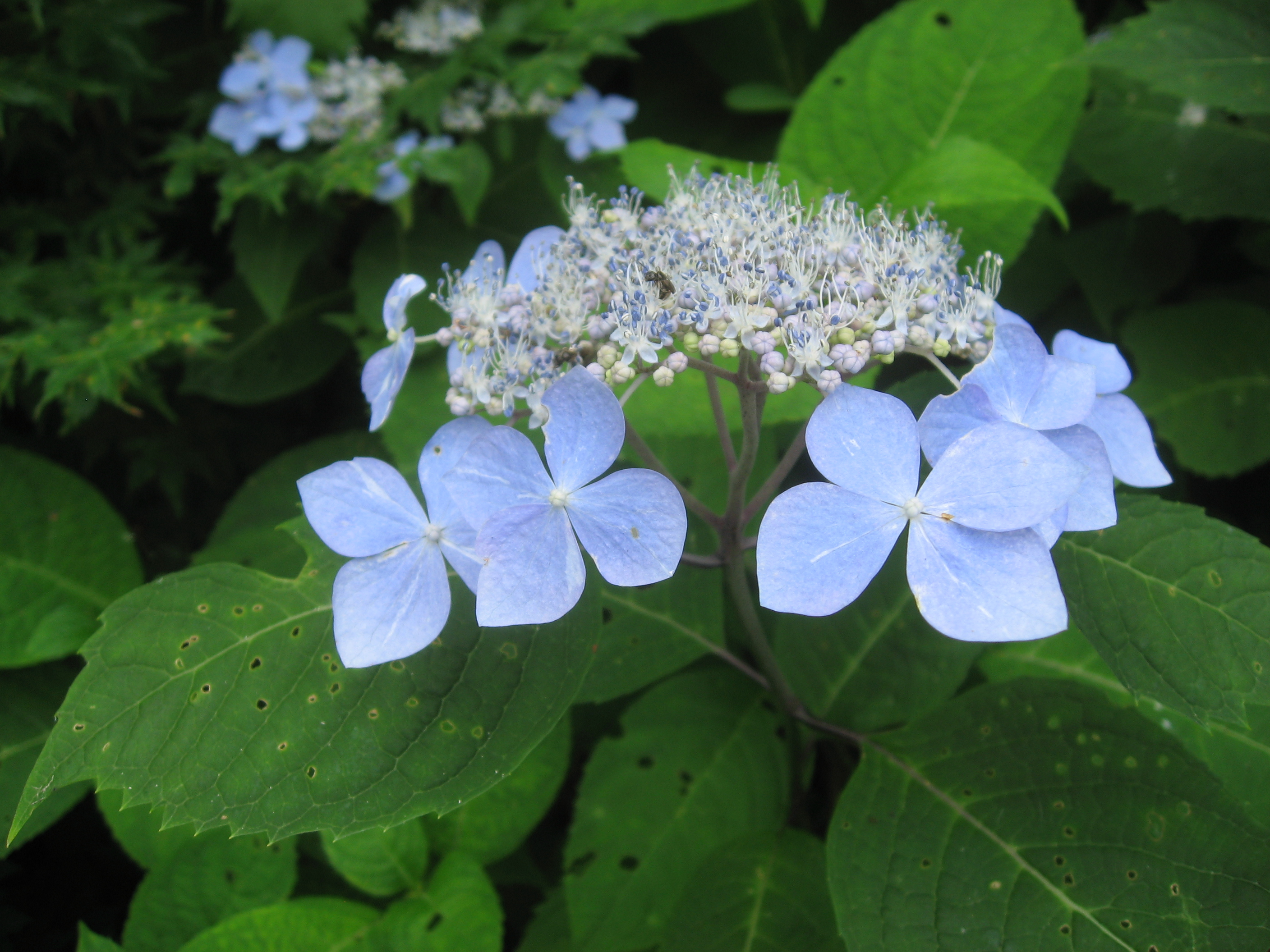
エゾアジサイ
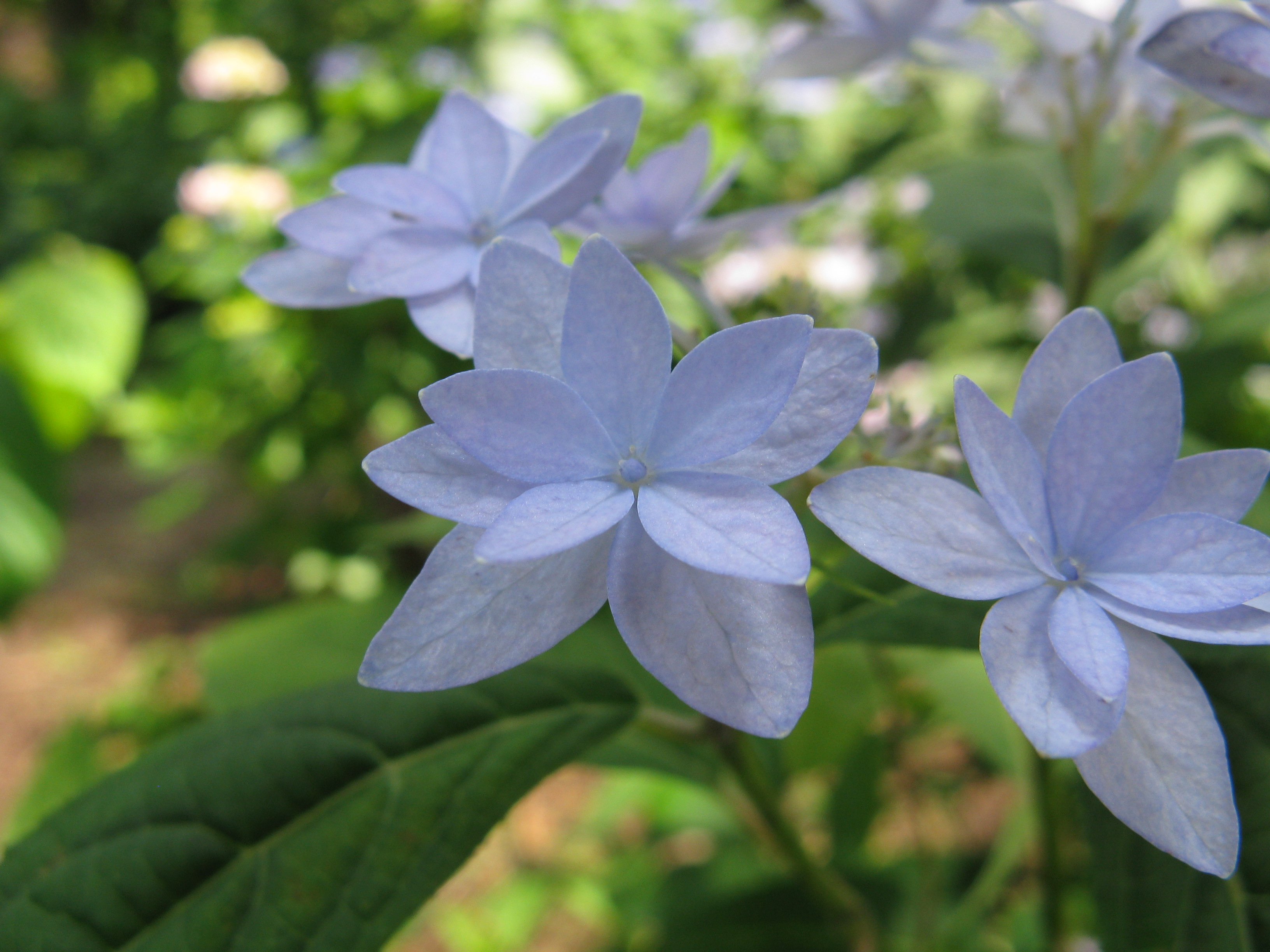
シチダンカ